# Everaldo Matsuura
Everaldo Matsuura (ur. 1 października 1970 w Marindze) – brazylijski szachista, arcymistrz od 2011 roku.

## Kariera szachowa
W 1986 r. zajął IV m. (za Władimirem Akopjanem, Ilją Gurewiczem i Christopherem Lutzem) w rozegranych w Río Gallegos mistrzostwach świata juniorów do 16 lat. Trzykrotnie zdobył złote medale mistrzostwa Brazylii juniorów, w latach 1986 (do 16 lat), 1987 i 1988 (w obu przypadkach – do 18 lat). Był również dwukrotnym (1990, 1993) młodzieżowym (do 26 lat) mistrzem kraju. Wielokrotnie startował w finałach indywidualnych mistrzostw Brazylii, zdobywając 7 medali: złoty (1991), dwa srebrne (2001, 2003) oraz cztery brązowe (1994, 1998, 2000, 2010). Był również wielokrotnym reprezentantem kraju, m.in. dwukrotnie na szachowych olimpiadach (1998, 2002), dwukrotnie na młodzieżowych (do 26 lat) drużynowych mistrzostwach świata (1991, 1995) oraz trzykrotnie na drużynowych mistrzostwach państw panamerykańskich (1991, 1995, 2003), na których zdobył wspólnie z drużyną dwa srebrne (1991, 2003) i brązowy (1995) medal, jak również srebrny medal za indywidualny wynik na IV szachownicy w 2003 roku.
W 2007 r. zakwalifikował się do rozegranego w Chanty-Mansyjsku turnieju o Puchar Świata, w I rundzie przegrywając z Siergiejem Kariakinem. Normy na tytuł arcymistrza wypełnił w latach 2006 (w Guarapuavie, dz. II m. za Gilberto Milosem, wspólnie z Henrique Meckingiem) oraz 2010 (w Campinas, dz. I m. wspólnie z Felipe El Debsem i Alexandrem Fierem oraz w São Paulo, podczas mistrzostw Brazylii).
Najwyższy ranking w dotychczasowej karierze osiągnął 1 października 2007 r., z wynikiem 2511 punktów zajmował wówczas 6. miejsce wśród brazylijskich szachistów.